# Дитячий візок

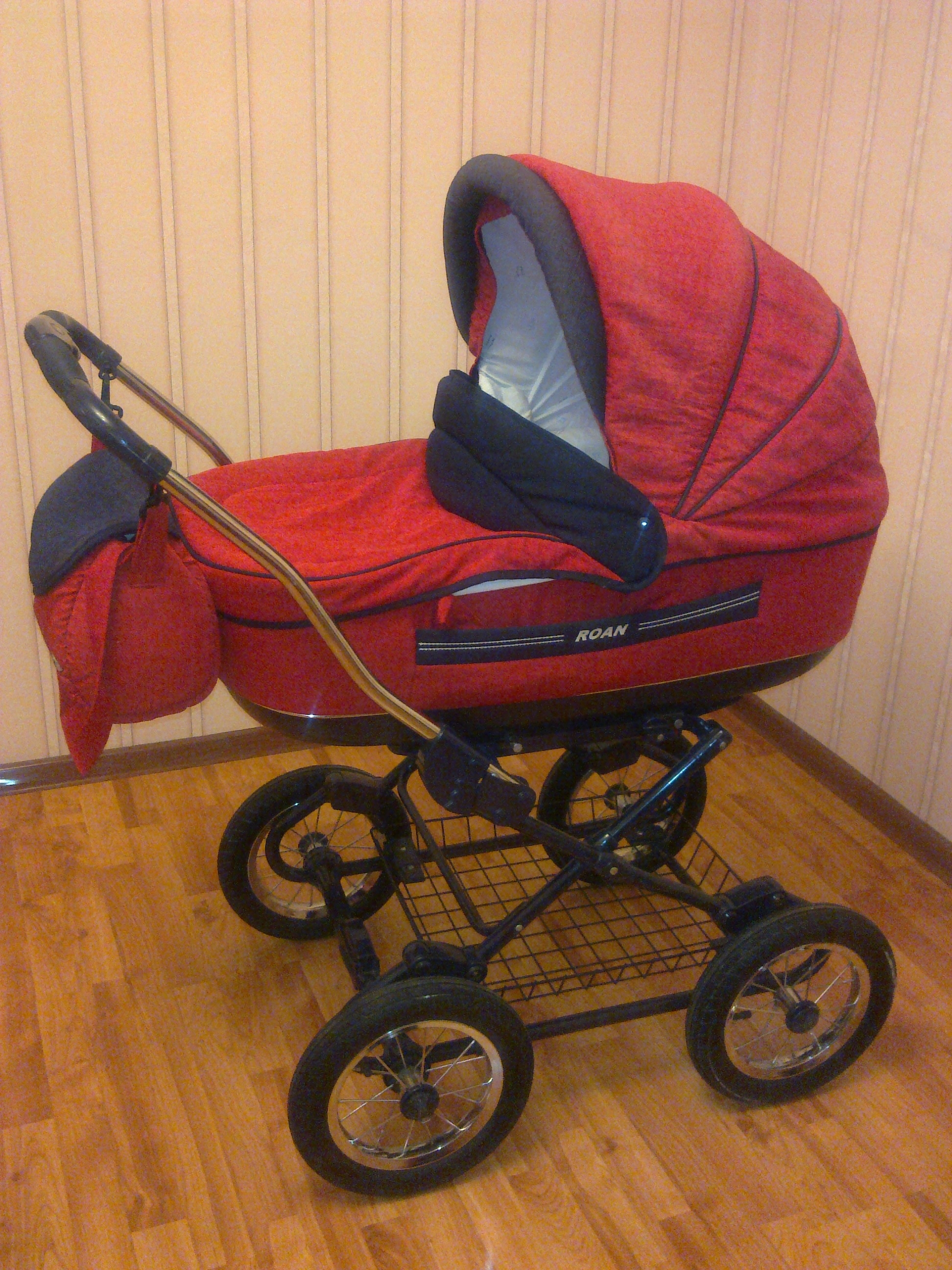
Дитячий візок-колиска

Дитячий візо́к або дитяча коля́ска — засіб, призначений для транспортування маленьких дітей. Розташування дитини у візку (сидячи або лежачи) залежить від його типу. У різні часи та у різних народів для транспортування дітей використовувалися різноманітні пристрої: ремені, рюкзаки, дитячі візки, кошики, дитячі сидіння для велосипедів та автомобілів.

## Етимологія
Згідно з Максом Фасмером, документовано слово коляска вживається в російській мові з 1695 року споріднено з польською kolosa, kolaska (віз) і запозичене з польського діалектичного kolosa (візок), чеського kolosa, koleska і kolo (колесо).
Володимир Іванович Даль, слово коляска пов'язує зі словом колихати (хитати, качати, хвилювати). У цьому наводить також приклади вживання подібних слів у ХІХ столітті: південне і старовинна колиска, вологодські гойдалки (гойдалка, хистка, колиска, колиска, кошик, козуб, у якому спить немовля); коляска (різновид кінного їздового візка).

## Історія

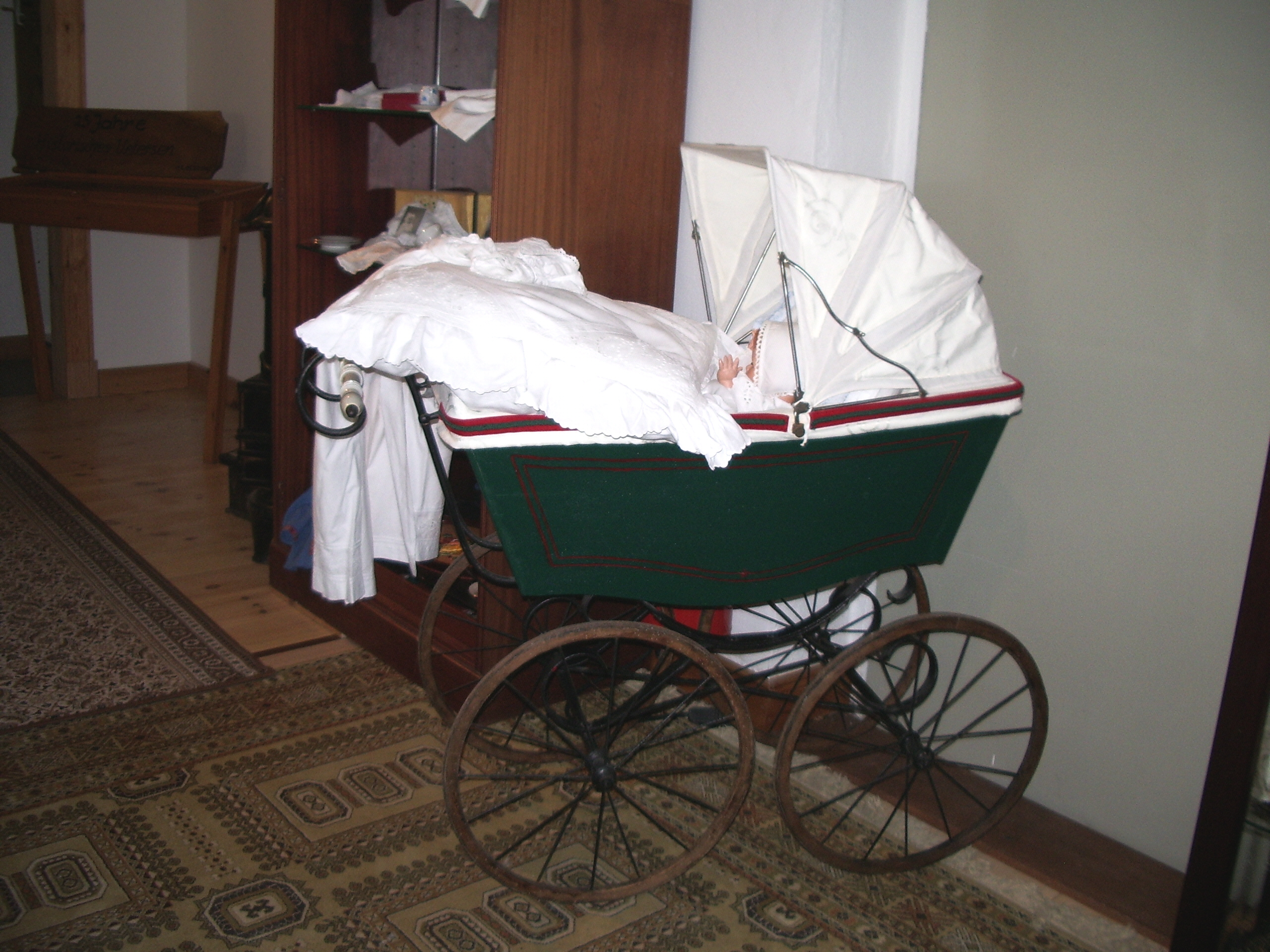
1908

Дитяча коляска. Одеса, 1956 рік.

Вважається, що прототип сучасного дитячого візочка був створений художником, архітектором і ландшафтним дизайнером Вільямом Кентом у 1733 році на замовлення герцога Девонширського для його дітей. Це була дуже гарно декорована зменшена копія візка для дорослих, який мав тягнути невеликий поні, ослик або коза. Дитина в цьому візку могла тільки сидіти.

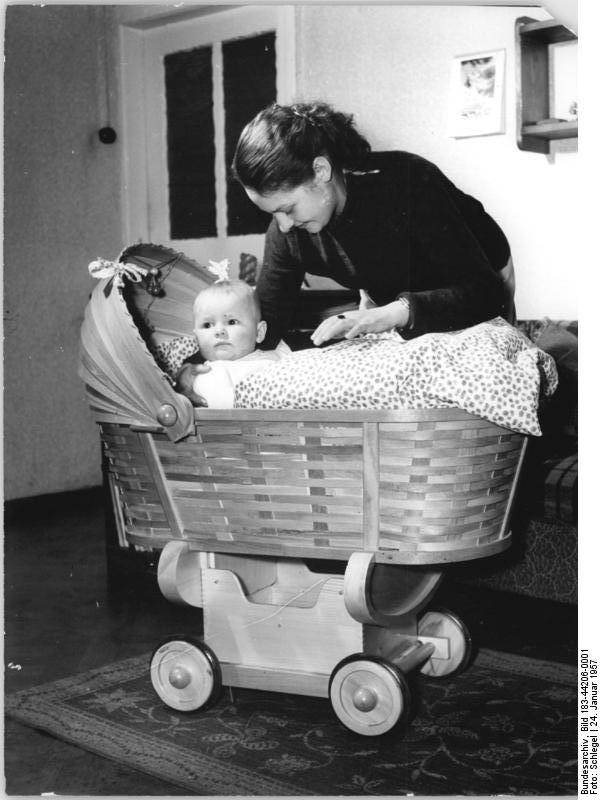
1957

Бенджамін Поттер Крандалл в Америці в 1830-х продавав дитячі візочки, на яких писав «перший дитячий візок виготовлений в Америці». Його син, Джесі Армор Крандал (Jesse Armour Crandall), отримав низку патентів для поліпшень і доповнень до стандартних моделей. Вони містили у собі додавання гальма до візків, моделі, які складалися, конструкції для парасольок. До 1840 дитячий візок став надзвичайно популярним.
Візки тих днів були зроблені з дерева або плетені і частини з'єднувалися в окремий виріб за допомогою дорогих мідних деталей. Їх іноді прикрашали творами мистецтва.

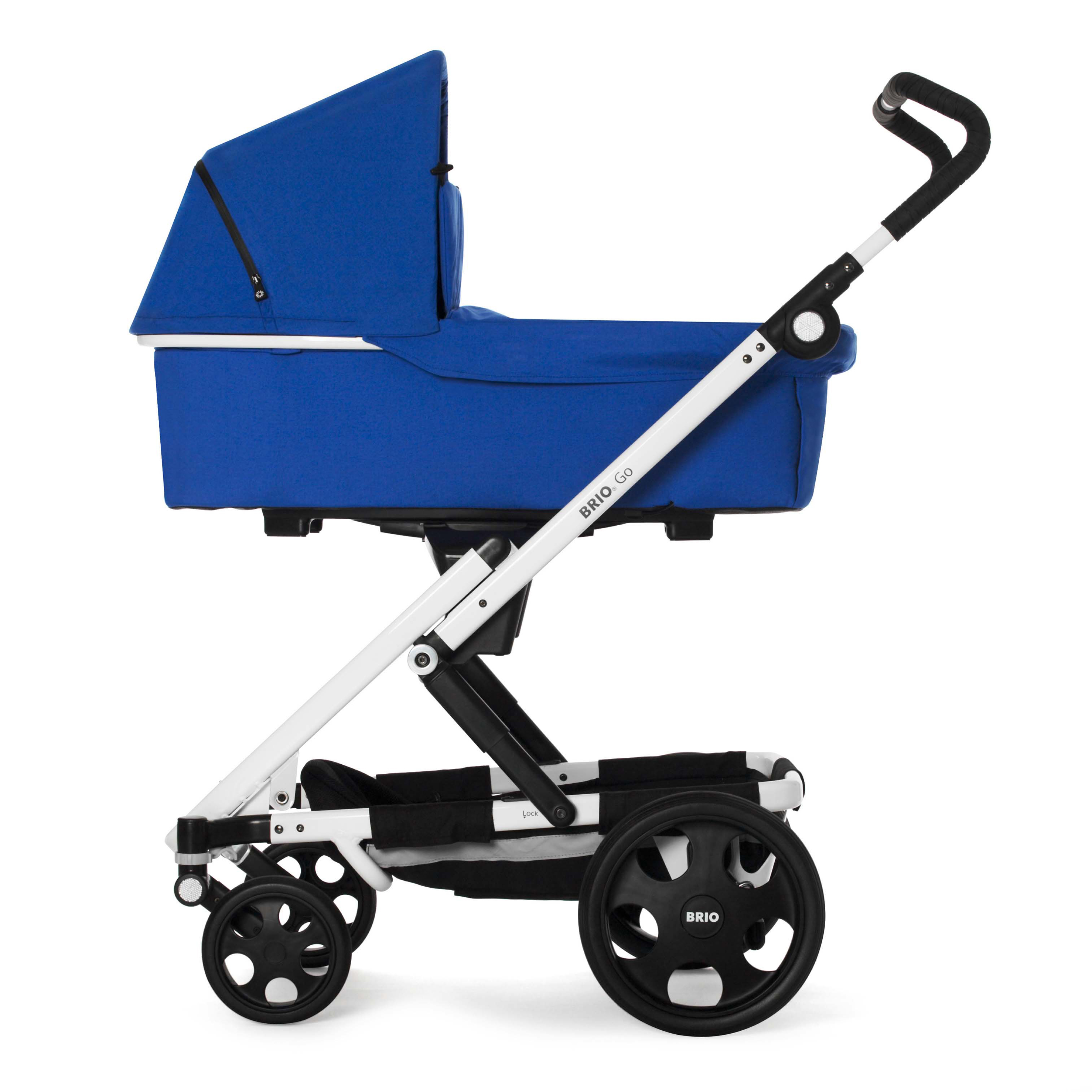
2008

У червні 1889 Вільям Річардсон запатентував візочки, у яких колиски можна було обернути як у бік батьків, так і навпаки. Він також вніс структурні зміни до візка. Тепер осі не дозволяли кожному колесу рухатися окремо, що підвищило маневровість візків.
У 1920 з'явилися сучасні візки, що були доступні для всіх родин. Вони також стали безпечнішими, у них появилися великі колеса, гальма, глибші дитячі сидіння, міцний каркас.
У 1965 Оуен Макларен, авіаційний інженер, працював над проблемою ваги візка, оскільки його дочка скаржилась, що дуже некомфортно подорожувати з Англії до Америки з її дуже важким візком. Використовуючи свої знання про літаки, Макларен створив візок з алюмінієвою рамою, а також перший справжній візок-тростинку. Потім він заснував компанію Maclaren, що досі є одним з найзначніших виробників дитячих візків.
З 1980-х промисловість дитячих візків розробила нові функції, безпечні конструкції та інші аксесуари.

## Види візків

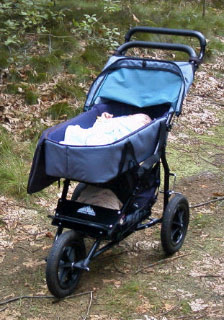
Візок-трансформер

### Візки-колиски
Візки-колиски призначені для немовлят у віці до 6 місяців. Вони нагадують колиску на колісному шасі, споряджену ручкою і гальмами. Дашок запеспечує захист від непогоди і прямого сонячного проміння. У цих візках дитина знаходиться переважно у лежачому стані, оскільки у них її возять, поки вона спить. У разі прокинення, такий візок можна злегка колихати для того, щоб вона заснула.

### Прогулянкові візки
Цей вид візків призначений для дітей 0,5-2 років. Дитина розташовується сидячи, але в багато яких моделях передбачено відкидну спинку — для пересування лежачи. Прогулянкові візки також споряджують дашками або накидками для захисту від дощу й вітру.

### Візки-трансформери

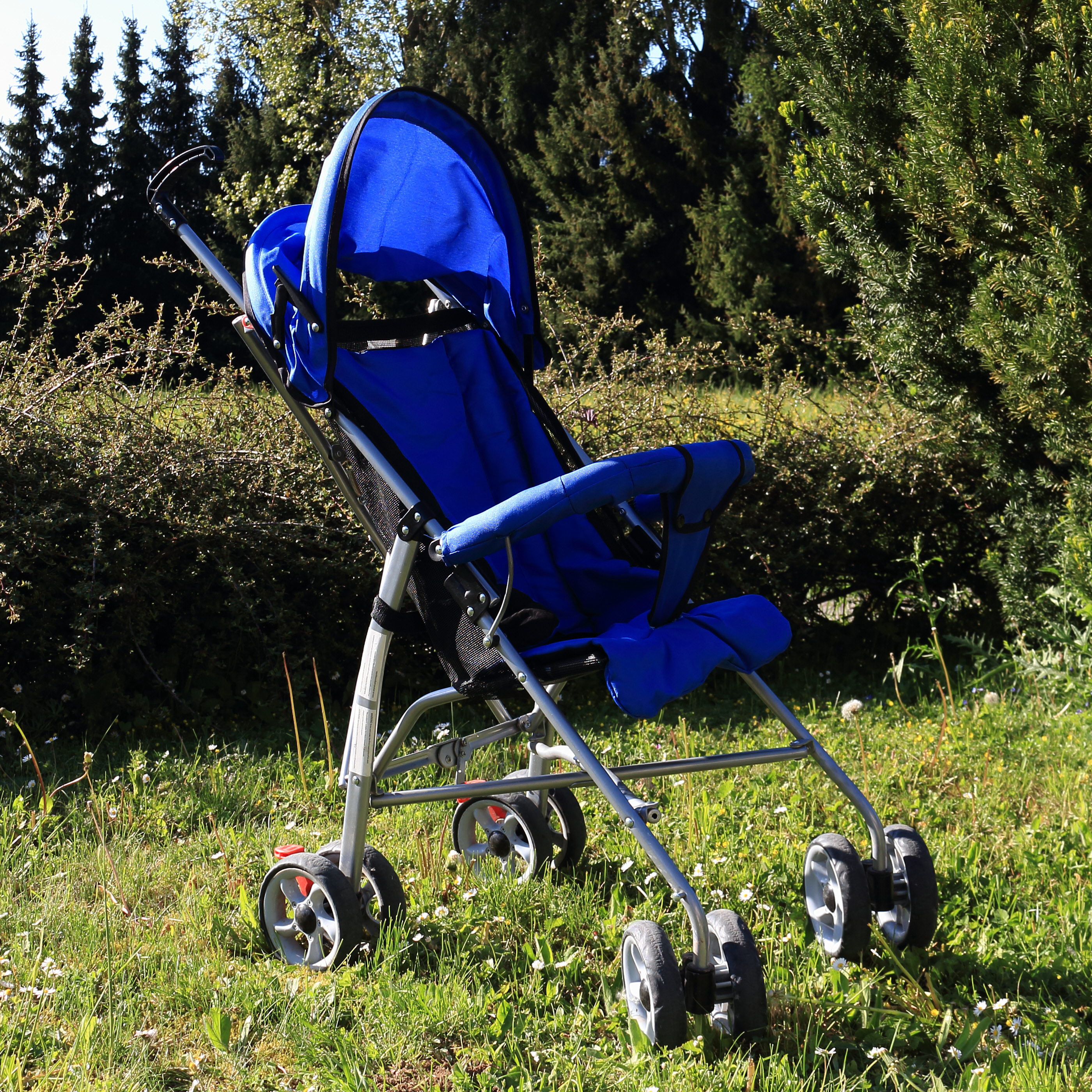
Прогулянковий візок-тростина

Дитячі візки-трансформери — вид візків, які суміщають у собі функції візків-колисок і прогулянкових візків. Конструкція їх уможливлює швидко перетворити один візок на другий.

### Складані візки
- Візок-тростина — складаний візок, що займає мінімум місця в складеному стані. Ідеальний для подорожів і переїздів, коли дитину мусять часто брати на руки й складати візок.
- Візок-книжка — складаний візок, який складається «книжкою». Він масивніший за візок-тростину й займає в складеному стані дещо більше місця. Частіше за все він являє собою візок-трансформер.

Існують також модульні універсальні візки (візки «два/три в однім»). Вони являють собою раму з шасі, до якої додаються два модулі — модуль-колиска і прогулянковий модуль. Окрім цих двох модулів, на шасі через спеціальні перехідники можна встановити й дитяче автомобільне крісло.

### Велоколяски
Велоколяски або велосипеди-коляски — візки, суміщені з велосипедом.
- Перший різновид велоколяски являє собою прогулянковий візок, суміщений з дорослим велосипедом. Місце для дитини розташоване перед переднім колесом.
- Другий різновид велоколяски — прогулянковий візок, суміщений з дитячим триколісним велосипедом.

## Аксесуари
Сучасні дитячі візки можна доповнити великою кількістю аксесуарів, наприклад, таких як:
протимоскітна сітка, дощовик, зимова муфта для мами, парасолька, сумка.

## У кінематографі
Кадри з дитячим візком присутні у фільмі С. М. Ейзенштейна «Броненосець „Потьомкін“» — в епізоді, де на Бульварних сходах вниз котиться візок з дитиною.
Прогулянки з дитячими візками героїнь серіалу «Секс і місто»
Червоний в клітинку візок у фільм «За сімейними обставинами»

## Галерея

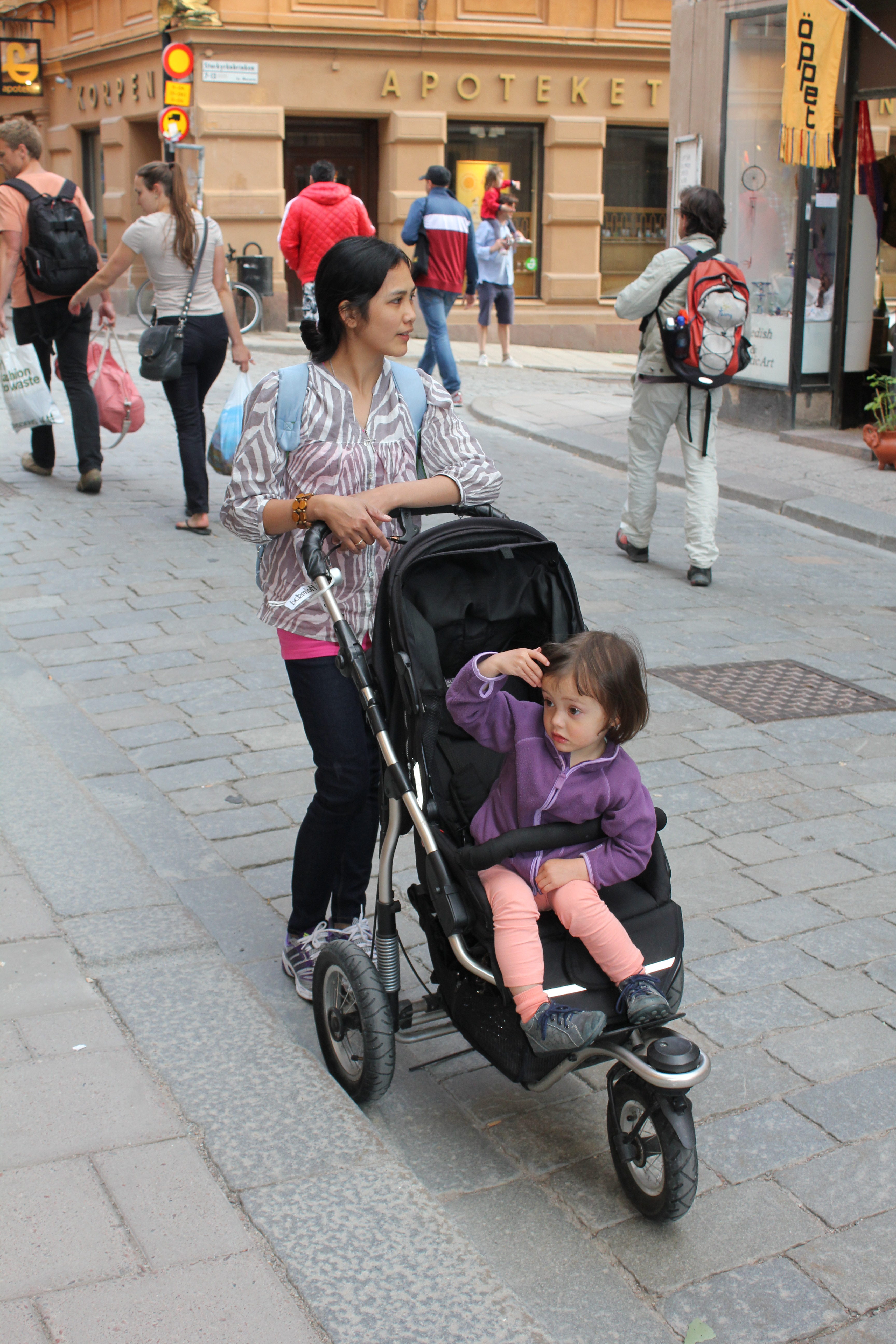
Триколісний прогулянковий візок
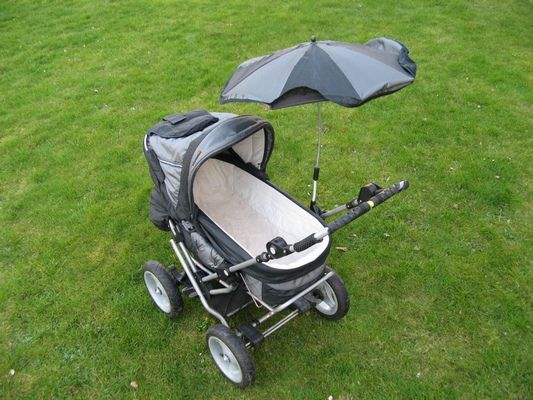
Модульний візок з встановленим модулем-колискою
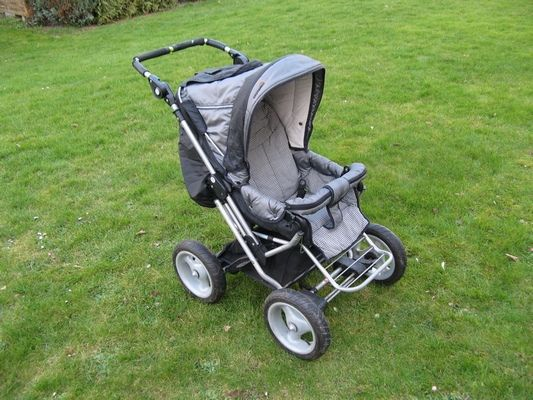
Модульний візок з встановленим прогулянковим модулем
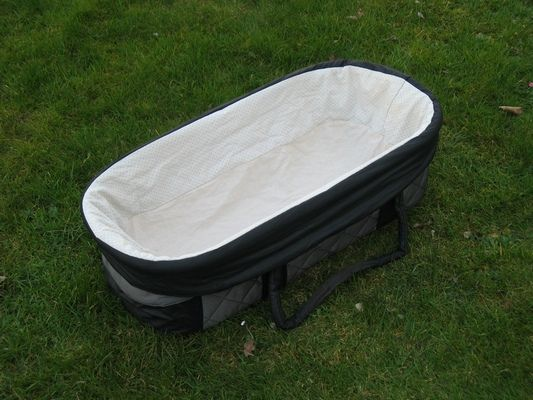
Модуль-колиска для модульного візка
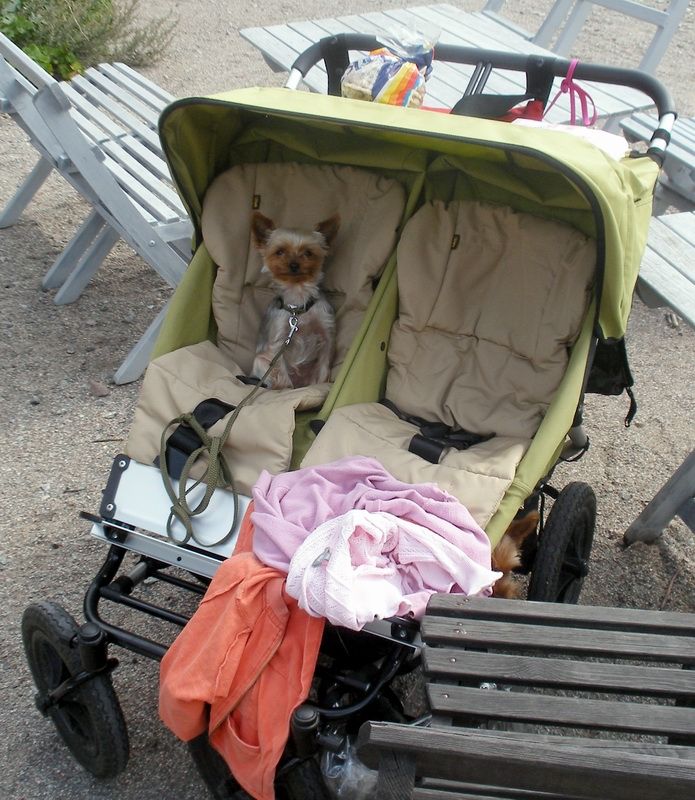
Візок для двійнят
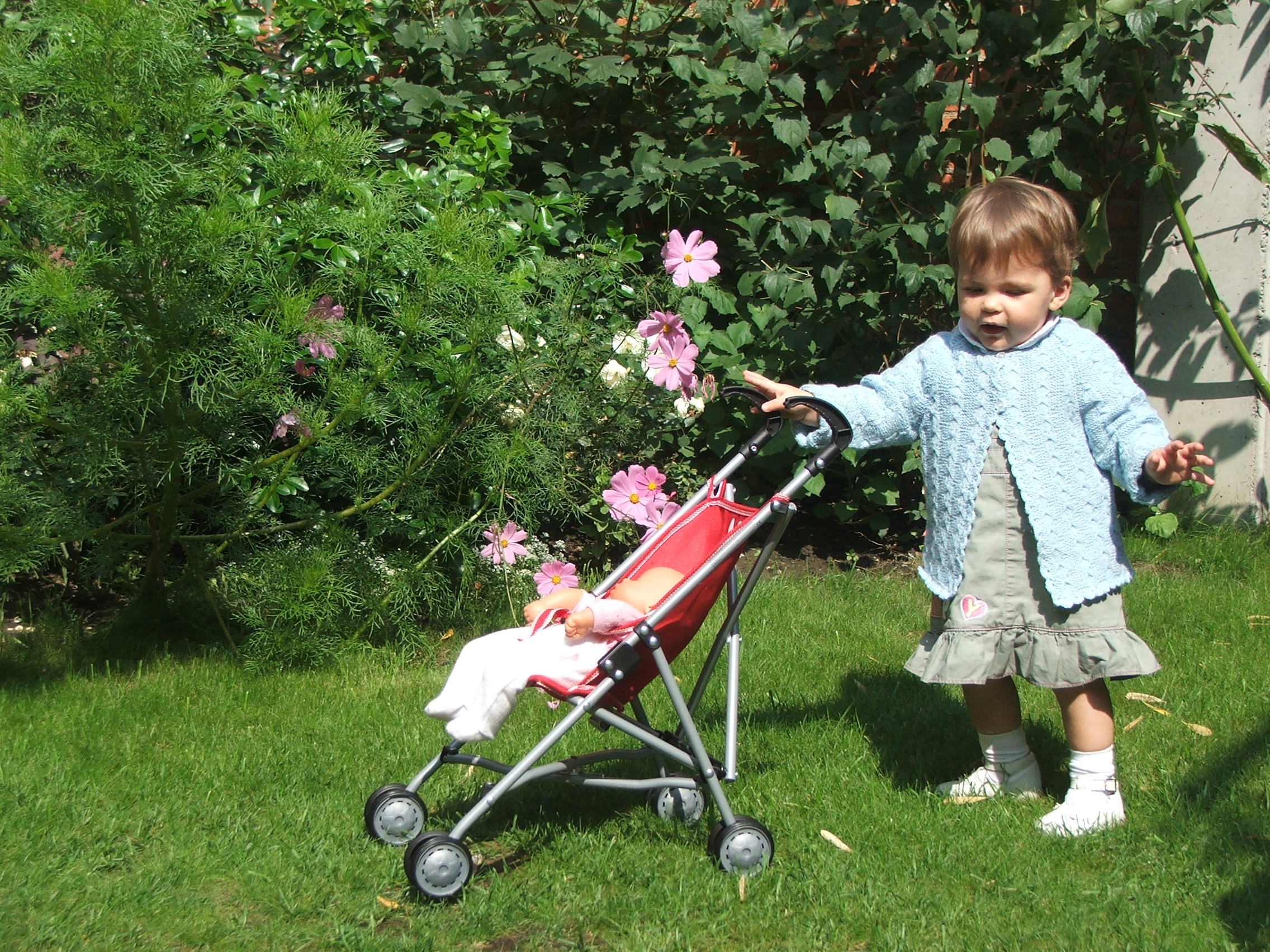
Ляльковий візок
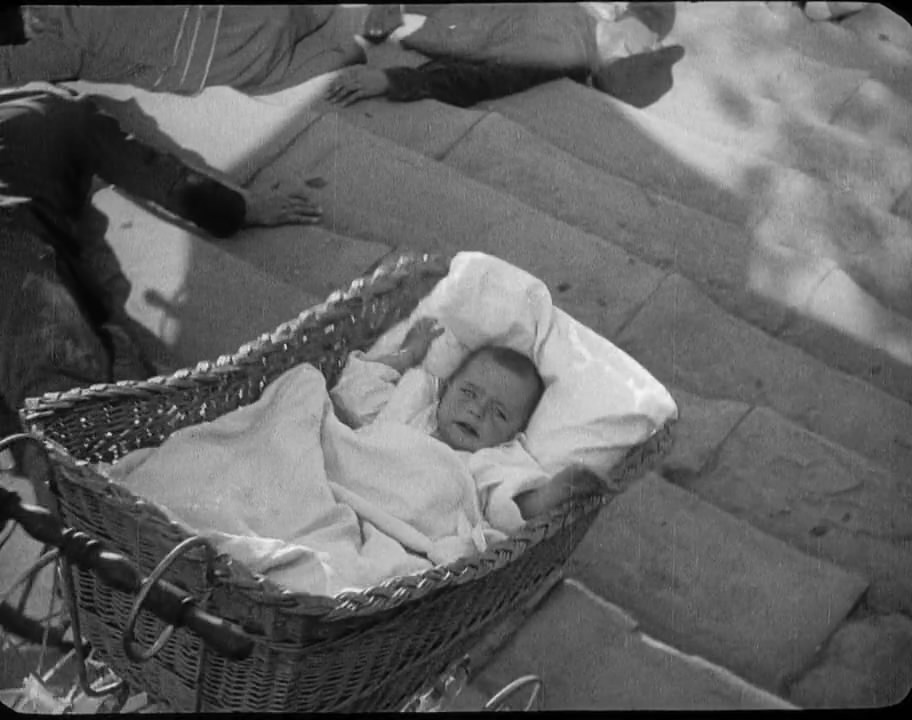
Кадр з фільму «Броненосець «Потьомкін»»
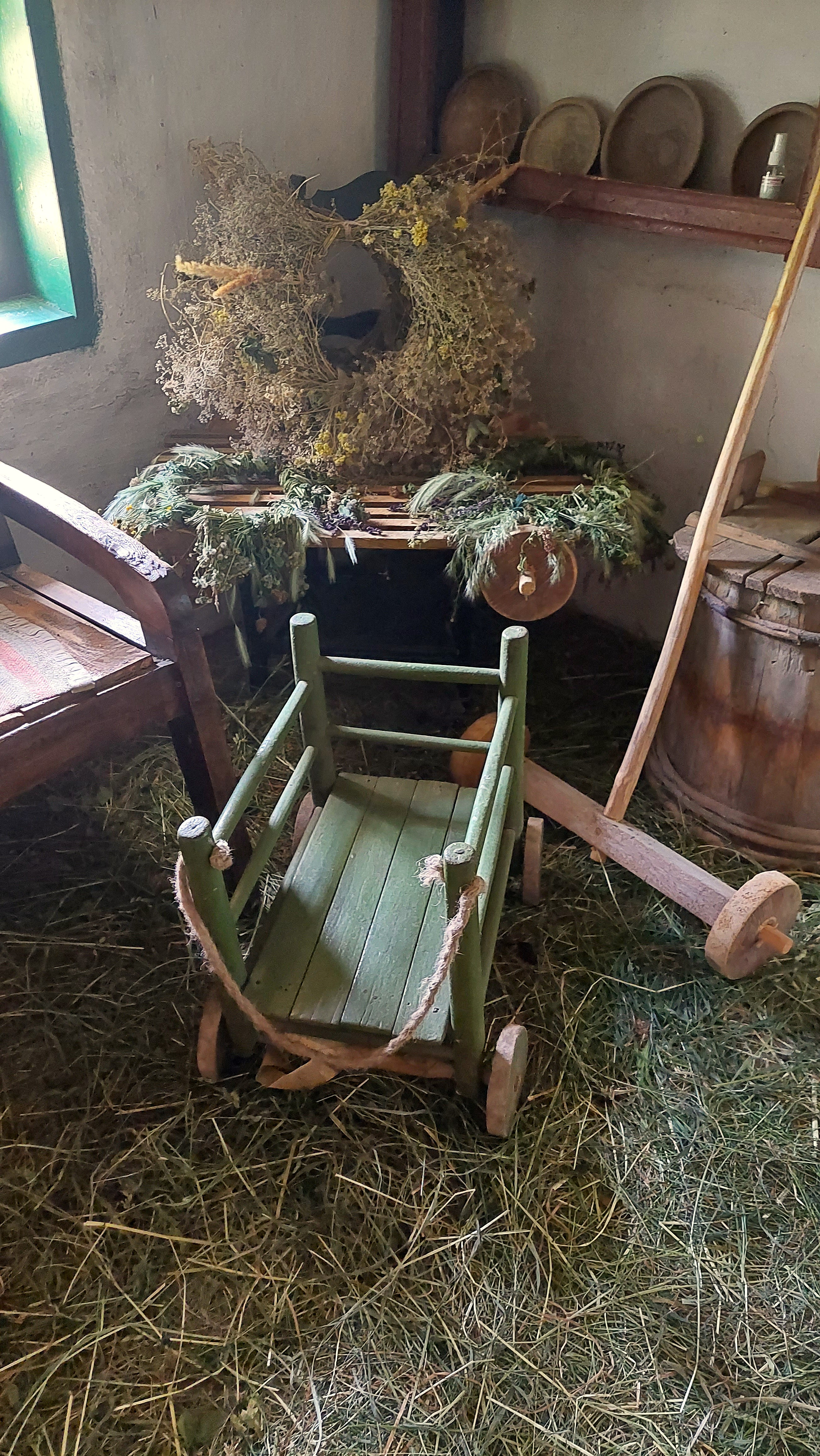
Дитячий візок колиска